# Partito Popolare Cristiano Sociale
Il Partito Popolare Cristiano Sociale (in lussemburghese: Chrëschtlech Sozial Vollekspartei, abbr: CSV) è un partito politico di centro e centro-destra attivo nel Granducato di Lussemburgo dal 1944.
Di stampo democristiano e conservatore, membro del Partito Popolare Europeo, il CSV domina ampiamente la vita politica del Lussemburgo; ad eccezione dei liberal-democratici Gaston Thorn, in carica tra il 1974 e il 1979, e Xavier Bettel, in carica dal 2013 al 2023, tutti i Primi ministri del Lussemburgo dal 1944 sono stati membri del CSV.
Due presidenti della Commissione europea, Jacques Santer e Jean-Claude Juncker, sono stati in passato presidenti del partito.

## Presidenti
- Émile Reuter (1945–1964)
- Tony Biever (1964–1965)
- Jean Dupong (1965–1972)
- Nicolas Mosar (1972–1974)
- Jacques Santer (1974–1982)
- Jean Spautz (1982–1990)
- Jean-Claude Juncker (1990–1995)
- Erna Hennicot-Schoepges (1995–2003)
- François Biltgen (2003–2009)
- Michel Wolter (2009–2014)
- Marc Spautz (2014-2019)
- Frank Engel (2019-2021)
- Claude Wiseler (2021-2023)
- Elisabeth Margue (2022-2024)
- Luc Frieden (2024 - in carica)

## Loghi